# Kally's Mashup : La Voix de la pop
 (novembre 2020).
- Si vous ne connaissez pas le sujet, laissez ce bandeau (vous pouvez alors contacter les auteurs).
- Si vous supprimez le contenu mis en cause (vous pouvez préalablement contacter les auteurs),

argumentez précisément cette suppression dans la page de discussion
(un manque de référence n'est pas un argument ; une recherche réelle de référence doit avoir été effectuée, être formellement documentée).
 (septembre 2018).
Si vous disposez d'ouvrages ou d'articles de référence ou si vous connaissez des sites web de qualité traitant du thème abordé ici, merci de compléter l'article en donnant les références utiles à sa vérifiabilité et en les liant à la section « Notes et références ».
Vikki RPM Noobees
Kally's Mashup : La Voix de la pop (Kally's Mashup) est une série télévisée argentine créée par Adam Anders et Anthony Falcõn, diffusée du 23 octobre 2017 au 19 avril 2019 sur Nickelodeon (Amérique latine).
En France, la série événement quotidienne est diffusée du 27 août 2018 au 12 décembre 2019 sur la chaîne jeunesse Gulli. Elle a depuis fait son retour en 2023 sur la même chaîne.
Sur le continent africain, la série est diffusée sur la chaîne dérivée de Gulli : Gulli Africa. La deuxième saison s'est officiellement achevée en Afrique le mercredi 22 mai 2019 avec l'épisode Dally pour toujours. Le dernier épisode dispose de deux rediffusions dans la même semaine,. Cette diffusion fait de la chaîne la plus regardée du public.

## Synopsis

### Saison 1
Kally's Mashup est une série qui tourne autour de Kally Poncé, une adolescente de 15 ans, destinée à devenir une grande pianiste et vivant avec sa mère (Carmen) et sa grand-mère. Lors d'un concert donné par son école au cours duquel cette dernière joue du piano, une professeure d'un des plus grands conservatoires du pays, le conservatoire "Allegro", contacte ses parents pour leur proposer une bourse afin d'y inscrire Kally. En acceptant, cette dernière doit alors déménager pour aller vivre chez son père et étudier à Allegro afin de participer au "Prix Révélation" (une récompense pour le meilleur nouvel artiste classique). Elle emménage donc chez son père Mike et son oncle Charly. Une fois arrivée, Kally se fait de nouveaux amis mais aussi de nouveaux ennemis au conservatoire Allegro (notamment sa rivale pour le prix : Gloria Skyler), et fait également la connaissance de ses nouveaux voisins Tina et Dante Barkín. Tina devient sa meilleure amie surnommée "Copine Super Copine" tandis que Kally devient aussi l'amie de Dante en plus du fait qu'elle en est amoureuse.
Kally aime à la fois la musique classique du conservatoire, mais aussi la musique contemporaine qu'elle aime créer dans son temps libre : ses mash-ups. Malheureusement ses professeurs lui font inconsciemment comprendre qu'en tant qu'élève d'Allegro et participante au "Prix Révélation" elle ne peut pas écouter ou faire de la musique contemporaine en plus de la musique classique. N'étant pas de cet avis, elle décide de se créer une identité secrète en ligne, "Mica635" (un mélange des prénoms de ses parents Mike et Carmen et de 6:35 PM (18h35), l'heure à laquelle elle décide d'adopter ce nom). Kally jongle donc entre ses études classique et ses mash-ups, mais "Mica635" devenant de plus en plus célèbre, sa véritable identité est mise en danger ainsi que ses chances de remporter le prix Révélation.

### Saison 2
Kally et Dante fêtent leur 1 mois de relation, mais l'annonce du gagnant du prix Révélation arrive. Gloria annonce à Kally que si elle perd, Allegro perdra la Clef de Sol classique (distinction pour le meilleur conservatoire classique). Dans le même temps, M. Rupert, le directeur du conservatoire Évolution invite Kally à s'inscrire chez lui, pour ne pas gâcher son talent dans un conservatoire qui l'empêche de faire la musique qu'elle aime. Après mûre réflexion, Kally écrit une lettre au comité du Prix Révélation afin de renoncer à son prix, et va avec son père à Évolution pour s'y inscrire. Mais Mme Abrankhausen appelle Mike en annonçant que les juges, après de longues délibérations, la nomment gagnante, ce qui lui permet de conserver sa bourse et de rester à Allegro tout en continuant sa propre musique, ce qu'elle s'empresse de faire en renonçant à Évolution. 
À la suite de cela, M. Watemberg le propriétaire d'Allegro, décide d'ajouter un nouveau parcours d'études dans le domaine de la musique contemporaine. Allegro possède déjà la Clef de Sol classique, mais rivalisera désormais avec le conservatoire Évolution pour remporter la Clef de Sol contemporaine. Cependant, M. Watemberg a promis de fermer le conservatoire s'il n'obtenait pas la Clé de Sol contemporaine, ce qui va pousser Kally et ses camarades à redoubler d'efforts pour triompher.

## Fiche technique
- Titre original : Kally's Mashup
- Titre français : Kally's Mashup : La Voix de la pop
- Création : Adam Anders, Anthony Falcõn
- Réalisation : Diego Sánchez, Gustavo Cotta
- Scénario : Lily Ann Martin, Patricia Maldonado
- Casting : Maia Reficco, Álex Hoyer
- Musique : Adam Anders, Nikki Anders, Peer Astrom
  - Thème d'ouverture : Key of Life par Maia Reficco
- Production : Adam Anders
  - Production exécutive : Tatiana Rodríguez, Adam Anders
- Sociétés de production : Anders Media Inc., 360 Powwow, Telefe, Nickelodeon Productions
- Sociétés de distribution : Telefe Internacional, Nickelodeon International
- Pays :  Argentine
- Langue originale : Espagnol
- Format : Couleur - 1080i (HDTV) - 16/9 - Stéréo
- Genre : Comédie musicale
- Nombre d'épisodes : 120 et 4 épisodes spéciaux + 1 film
- Nombre de saisons : 2
- Durée : 45 minutes
- Dates de première diffusion :
  - Argentine : 23 octobre 2017
  - France : 27 août 2018
- Classification : Tout publics

Version francophone
- Société de doublage : VSI Paris - Chinkel SA (Belgique)
- Direction artistique : France Wagener
- Adaptation des dialogues : Marlou Adam, Marie Jo Aznar, Jessica Frique

## Distribution

### Acteurs
- Maia Reficco (VF : Sophie Pyronnet) : Kally Ponce / « Mica635 » (saisons 1 et 2)
- Alex Hoyer (VF : Alexis Flamant) : Dante Barkin (saisons 1 et 2)
- Sara Cobo (VF : Maia Baran) : Gloria Skyler (saisons 1 et 2)
- Saraí Meza (VF : Marie Braam) : Tina Barkin (saisons 1 et 2)
- Lalo Brito (es) (VF : Bruno Mullenaerts) : Andy Guiderman  (saisons 1 et 2)
- Daniela Flombaum (VF : Nancy Philippot) : Lucie « Lucy » Magliano (saisons 1 et 2)
- Tupac Larriera (VF : Thibault Delmotte) : Alexandre « Alex » Alvarez (saisons 1 et 2)
- Tom CL (VF : Olivier Prémel) : Kevin Alvarez (saisons 1 et 2)
- Camila Mateos (VF : Mélanie Dermont) : Nicole « Nicky » Delon (saison 1)
- Ana Julia Anglielio (VF : Fanny Roy) : Cindy Skyler (saison 2)
- José Giménez Zapiola (VF : Pierre Le Bec) : Thomas « Tommy » Greco (saisons 1 et 2)
- Juan Cruz Cancheff  : Aymeric Capiletto (Evaristo en VO) (saisons 1 et 2)
- Celeste Sanazi (VF : Élisabeth Guinand) : Stéphanie « Stefi » Loreto (saisons 1 et 2 )
- Josefina Willa  : Lana Meyer (saison 2)
- Fernanda Serrano (VF : Helena Coppejans) : Lisa Barnes (saison 1)
- Milagros Masini (VF : Claire Tefnin) : Olivia Grimaldi (saisons 1 et 2)
- Zhongbo Li  : Marco Li (saison 2)
- Mariano Chiesa (es) (VF : David Manet) : Miguel « Mike » Ponce (saisons 1 et 2)
- Emiliano Dionisi (VF : Simon Dupréz) : Carlos « Charlie » Ponce (saisons 1 et 2)
- Betina O'Connell (VF : Fabienne Loriaux) : Carmen Ponce (saisons 1 et 2)
- Marita Ballesteros  : Léonore (Rosarìo en VO ; saisons 1 et 2)
- Sebastián Holz (VF : Franck Dacquin) : Norman Skyler (saisons 1 et 2)
- Leonardo Tresto  : Séraphin Skyler (saisons 1 et 2)
- Jackie Castañeda (VF : Valérie Muzzi) : Cécilia (Caridad en VO, saisons 1 et 2)
- Josefina Scaglione (VF : Myriam Akediou) : Diana Abrankhausen « Mme Abracadabra » (saisons 1 et 2)
- Daniel Campomenosi  : Mr le Directeur(saisons 1 et 2)
- Francisco Donovan  : Felix (saison 1)
- Máximo Espindola (VF : Pierre Lognay) : Nando (saison 1)
- Carola Arbos (VF : Audrey Devos) : Jessica « Jessi » Barnes (saison 1)
- Juana Barros (VF : Circé Lethem) : Camila (saison 1)
- Sofía Morandi  : Micaela Taribson / « Mytho635 » (saison 1)
- Miguel Belaustegui  : Rufus Meyer (Ruffo en V.O.) (saison 2)
- Melody Balgun  : Sophie Meyer (Rori en V.O.) (saison 2)
- Gina Machta  : Flora (saison 2)
- Tomás Blanco  : Bruno (saison 2)
- Sofia Maqueira (VF : Ludivine Deworst) : Emma Brudinaire (saison 2)
- Thelma Fardin  : Mara (saison 2)
- Germán Tripel (VF : Nicolas Matthys) : Darió Rupert (saison 2)
- Ignacio Francauilla  : M. Van Loyd (saison 2)
- Javier Gómez  : Alfred Watemberg (saison 2)
- Leandro Côccaro (VF : Alessandro Bevilacqua) : Paco Dismidio (saison 2)
- Melisa Garat (VF : Cathy Boquet) : Julia Ferro (saison 2)
- Lucas Frangella  : César (saison 2)
- Axel (saison 1)
- Jorge Booth : Membre du comité 1 (saisons 1 et 2)
- Maria Luisa Estiz : Membre du comité 2 (saisons 1 et 2)
- Alejo Igoa : Interviewer (saison 1)
- Adexe Gutiérrez (saison 1)
- Nauzet Gutierrez (saison 1)
- Piso 21 (saison 1)
- Lindsey Stirling : Fan de Mica635 (saison 1)
- Oriana Sabatini (saison 1)
- Paolo Peufrelli : Noël, père de Thommy (saisons 1 et 2)
- Daniel Mùñez : Animateur de Dante et Kally (saison 2)
- Mariano Nazzei : Romain (saison 2)
- Talo Silveyro : Santoyo (saison 2)
- Maia Viau : Professeure de SVT et directrice du lycée (saison 2)
- Emiliano Buastein : Inspecteur du conservatoire Allegro (saison 2)
- Dante Acuña : Léo (saison 2)
- Celeste Cerez : Nourrice de Léo (saison 2)
- Feoeaico Baron : Entraîneur de football d'Alex et Kévin (saison 2)
- Marcelo Serre : Contrôleur du Music Shake (saison 2)
- Rocío Hernãndez : Johanna (saison 2)
- Christian Giménez : Père de Dante et Tina (saison 2)
- Camila Moguileusky : Fan 1 (saison 2)
- Carla Corrado : Fan 2 (saison 2)
- Manuela Menédez : Fan 3 (saison 2)
- Manuel Murphy : Sergio (saison 2)
- Juan Lõpez Bouadjia : Garçon vélo Snack (saison 2)
- Sabastían Lamota : Livreur (saison 2)
- Ana Padilla : Grand-mère de Johana (saison 2)
- Juan Santiago : Organisateur du « Duel » (saison 2)
- Diana Santini : Grand-mère 2 (saison 2)
- Brian Sichel : Livreur de fleur (saison 2)
- Francisco Ruiz Barlett : Jhony (saison 2)
- Victoria Viola : Mère des lapins (saison 2)
- Sheila Szterenbaum : Moni (saison 2)
- Anibal Gallun : Organisateur audition (saison 2)
- Lucien Gilabert : Journaliste 1 (saison 2)
- Ivano Nandacchione : Journaliste 2 (saison 2)
- Santiago García Ibañez : Journaliste 3 (saison 2)
- Fausto Duperré : Hugo (saison 2)
- Bruno Coccia : François (saison 2)
- Federico Vernazián : Directeur de casting (saison 2)
- Gerardo Scherman : Inspecteur du Music Shake (saison 2)
- Jorge Torchiaro : Damian (saison 2)
- Juan Santiago : Organisateur des DAK (saison 2)
- Luisa Montenegro : Solène / Fausse « Kally » (saison 2)
- Maria Luisa Estiz : Pablo Van Brinkhen (saison 2)
- Kevsho (es) :  Teo (saison 2)

## Univers de la série
- Si vous ne connaissez pas le sujet, laissez ce bandeau (vous pouvez alors contacter les auteurs).
- Si vous supprimez le contenu mis en cause (vous pouvez préalablement contacter les auteurs),

argumentez précisément cette suppression dans la page de discussion
(un manque de référence n'est pas un argument ; une recherche réelle de référence doit avoir été effectuée, être formellement documentée).

### Personnages

#### Personnages principaux

##### Kally Ponce
Kally est la plus jeune étudiante (14 ans et fête ses 15 ans dans l'épisode Joyeux Anniversaire) du conservatoire Allegro. Elle a un talent naturel pour le piano et la musique. Après avoir vécu chez sa mère elle part chez son père, Mike Ponce, pour intégrer le prestigieux conservatoire Allegro. Elle se cache derrière le nom de Mica635 (Mike/ Carmen, et le 635 car il était 6h35 de l'après-midi lorsqu'elle créa ce pseudonyme) pour créer ses Mashups mais ne peut en aucun cas révéler son pseudonyme car elle pourrait se faire renvoyer du conservatoire (qui n'accepte pas d'autre style de musique que la musique classique). Dès le début de la série, elle tombe amoureuse de Dante, son voisin, bien qu'elle ne veuille pas le lui dire. Elle finira par sortir avec lui, se disputera avec lui au sujet de la chanson Catching Fire puis se remettra avec lui dans le dernier épisode de la saison 2. 

##### Dante Barkín
Dante est le chanteur du groupe DAK (Dante, Alex et Kévin). Il aime tout ce qui touche à la musique électronique. Dante vit avec sa petite sœur Tina et Cécilia, sa nounou. Il est un des plus grands fans de Mica635 bien qu'il ne sache pas qu'elle est en réalité Kally, sa voisine.Tout le monde dit qu'il est amoureux de Kally mais lui ne fait que le nier. Il est sorti avec le manager du groupe, Lisa, mais il finit par rompre à cause de la jalousie de cette dernière. Il découvrira la véritable identité de Kally avec qui il va sortir dans les derniers épisodes. Il est aussi Aviateur (identité secrète qu'il a utilisé pour parler à Kally lorsqu'ils étaient fâchés). Dante a toujours aimé Kally et il l'aimera pour toujours, ils sont faits l'un pour l'autre.  

###### Gloria Skyler
Gloria est la meilleure amie de Stéphanie et de Nicole, ainsi que la dirigeante des Glorieuses. Gloria a un grand talent pour jouer du piano. C'est pourquoi elle devient la rivale de Kally depuis l'arrivée de cette dernière au conservatoire Allegro. Fille du professeur Skyler, Gloria profite souvent du rang de son père pour aller jusqu'à tricher. Elle a 18 ans et a eu ses 19 ans dans l'épisode (Joyeux Anniversaire). Elle est secrètement amoureuse d’Andy. Gloria est très'très égoïste et veut être la meilleure en tout. Au fil des épisodes, elle change et devient plus gentille malgré quelques accès de colère qui remontent à la surface, mais dont elle s'excusera toujours. Elle devient finalement bien aimée et l'amie de Kally, Lucy et Mara. Elle sortira avec Andy à la fin de la saison 2.

##### Tina Barkín
Tina est la petite sœur de Dante et la meilleure amie de Kally. Elles se sur nomment toutes les deux « les copines super copines ». Toutefois, c'est par hasard qu'elle découvre le secret de Kally / « Mica635 ». Imaginative, énergique, un peu gaffeuse et une « peste » comme dit Dante, Tina est une grande amoureuse des animaux et de la nature. Son rêve : vivre en Afrique afin d'y construire un refuge pour les animaux en voie d'extinction. Elle est amoureuse de Tommy au début puis de Kévin avec qui elle sortira. Les deux rompent d'un commun accord. Elle dirigera un cours de peinture puis grâce à son talent se fera repérer par des galeristes. Tina a toujours voulu que Kally et Dante sortent ensemble. 

##### Andy Guiderman
Andy est le nouvel étudiant au conservatoire Allegro, fils d'un des plus grands chefs d'orchestre dont il suit les pas. Il est un ami de Tommy et Kally. Sa gentillesse sans égale le rend naïf en croyant tout ce que dit Gloria malgré ses actes, il devient le petit copain de Lucy avec qui il va rompre puis se remettre avec et va se disputer avec elle à cause de ses parents, mais il va continuer à sortir avec elle car il fou amoureux de Lucy. Dans la saison 2 il sort avec Gloria vers la fin de la saison.

##### Lucy Magliano
Lucy est l'une des premières amies de Kally au conservatoire. Elle joue du violon depuis l'âge de 4 ans. En plus d'être une musicienne hors pair, elle est la petite copine de Andy. Au début de sa relation avec celui-ci, elle avait peur que Gloria fasse tout pour les séparer (c'est le cas). Elle ira à Vienne puis reviendra à Allegro dans la section classique puis contemporaine. Elle sortira avec Rufus dans l'épisode 40 à la fin de la saison 2.
Alex
Alex est le frère jumeau de Kevin et l'un des meilleurs amis de Dante. Alex fait partie du groupe DAK et est le petit copain de Jessy avec qui il finira par rompre. Il entrera dans un club de football où il rencontrera Johana une footballeuse très douée dont il tombera amoureux.

##### Kevin Alvarez
Kevin est le frère jumeau d'Alex et l'un des meilleurs amis de Dante. Très tête en l'air, il tombe facilement amoureux de Jessy puis de Camilla, son cœur a très souvent été brisé. Kevin fait partie du groupe DAK. Il sortira avec Tina puis va rompre avec elle d'un commun accord et ils resteront amis. Il fera des pubs puis entrera dans le club de football d'Alex.

##### Lana Meyer
Lana est la codirectrice du Music Shake avec son cousin Rufus et sa cousine Sophie. Elle étudie au conservatoire Évolution. Elle a demandé d'étudier à Allegro mais a été refusée parce qu'elle était trop jeune, c'est pour ça qu'elle déteste Kally et les gens d'Allegro. Meilleure amie d'Emma, elle n'hésite pas à faire des coups bas pour gagner.

##### Nicole Delon
Nicole est la meilleure amie de Stéfi. Elle fait partie des Glorieuses durant la première partie de la saison 1, puis elle se rebelle contre Gloria à cause de ses agissements. Nicole est très gentille et elle redevient amie avec Gloria à la fin de la saison 1.
Nicole n'apparaît pas dans la saison 2 car elle étudie dans un autre conservatoire.  

##### Cindy Skyler
Cindy est la cousine de Gloria, nièce de Norman et fille de Séraphin Skyler. Elle fait partie de la section musique contemporaine. Au début, elle était odieuse et jalouse de Kally et de son succès et Andy arrivait toujours à la calmer car elle était amoureuse de lui. Ensuite elle est tombée amoureuse de Marco malgré ce que les gens disaient de lui. Elle veut toujours gagner à la loyale sans coups bas.

##### Thomas «Tommy» Greco
Surnommé Tommy, il était le plus jeune élève du conservatoire Allegro jusqu'à l'arrivée de Kally. Très réservé et un peu maladroit, ce joueur de flûte au cœur d'or ne parle pas beaucoup. Et quand il le fait, il bégaye. Heureusement pour lui, sa rencontre avec Kally va tout changer. Il était amoureux de Kally puis eut un rapprochement avec Tina mais il finit par tomber amoureux d'Olivia. Il quittera Allegro pour aller en tournée avec son père.

##### Aymeric
Dans la saison 1, Aymeric est le photographe de Gloria pour la compétition du Prix Révélation, cette dernière l'utilise pour rendre Andy jaloux. Dans la saison 2, Aymeric revient en tant que photographe de Stéfi. Il aura des sentiments pour Gloria avec qui il sortira mais le couple va rompre d'un commun accord. Il aura ensuite des sentiments pour Stefi avec qui il sortira en fin de saison.

##### Stéphanie «Stéfi» Loreto
Stéfi est la meilleure amie de Nicole et de Gloria. Elle fait partie des Glorieuses. Quand sa meilleure amie, Nicole, quitte les Glorieuses, elle la convainc de rester. Malgré ses allures simplettes, Stéfi a le cœur sur la main et n'hésite pas à aider Kally et ses amies mais discrètement de peur que Gloria la rejette. Elle crée sa propre chaîne de vidéos et devient connue. Elle quitte les glorieuses, puis redevient amie avec Gloria ainsi que Nicole. Quand Aymeric et Gloria seront ensemble, cela lui fera beaucoup de peine, mais elle sortira avec Aymeric à la fin de la saison 2.

##### Olivia Grimaldi
Olivia est amie avec Kally et Tina. Elle aime le théâtre et est la fille d'un des professeurs qui travaille au conservatoire Allegro. Elle déménagera avec sa mère. Au départ, elle était amoureuse de Dante, mais finalement, après avoir transformé sa voix pour le groupe DAK, et que ce dernier découvre le traquenard de Olivia et de Kally, elle ne sera plus amoureuse de Dante. Elle sortira avec Tommy à la fin de la saison 1.

##### Lisa Barnes
Lisa est la cousine de Jessi et la meilleure amie de Camila tout comme Jessi. Elle est l'ex-petite copine de Dante et l'ex-manager des DAK. Malgré leur séparation, elle est toujours amoureuse de Dante et fait tout pour se remettre avec lui. Elle est très jalouse de Kally car elle sait que Dante est amoureux de Kally même si lui ne le sait pas et n'aime pas Mica635. Elle fait tout pour séparer les DAK car elle n'apprécie pas Alex et Kevin.

##### Marco Li
Marco est un élève infiltré à Allegro pour le compte d'Évolution. Il essaie toujours de faire perdre Allegro à la clé de sol contemporaine. Il est un pro du kung fu et joue parfaitement du violon. Plus tard, il renonce à être l'infiltré de Rupert par amour pour Cindy. Il est renvoyé d'Allegro mais reste avec Cindy. Avant les événements de la série (ou du moins durant la première saison), Marco a été dans un conservatoire dans lequel il a trahi un de ses amis en s'infiltrant dans sa vie privée et il ne s'entendait pas très bien avec ses camarades tout comme avec ses professeurs.

#### Personnages secondaires

##### Famille de Kally
- Mike Ponce : père de Kally. Il sort avec Diana Abrankhausen. Sa première femme était Carmen Ponce
- Charly Ponce : frère cadet de Mike Ponce et l'oncle de Kally. Il est aussi un inventeur. Il devient le petit ami de Cécilia lors du 45e épisode de la 2e saison.
- Carmen Ponce : mère de Kally Ponce et l'ex épouse de Mike Ponce mais aussi l'ex belle-sœur de Charly.
- Léonore : mère de Carmen et grand-mère de Kally.

##### Professeurs et personnels des conservatoires
- Norman Skyler : un des professeurs du conservatoire Allegro (le plus méchant, comme sa fille Gloria). Il aide souvent Gloria à tricher pour disqualifier Kally du prix Révélation.Il a aussi un frère se nommant Séraphin.
- Séraphin Skyler : frère de Norman, oncle de Gloria et père de Cindy. Il deviendra chef du futur département de musique contemporaine d'Allegro.
- Diana Abrankhausen : une des professeurs du conservatoire Allegro et c'est elle qui a aidé Kally Ponce à y entrer. Elle est aussi la petite amie de Mike et la directrice d'Allegro depuis la saison 2.
- Félix : un des professeurs du conservatoire Allegro et est le mystérieux pianiste du sous-sol dans la saison 1.
- Quartozo Montes : directeur du conservatoire Allegro et responsable des professeurs Abrankhausen, Norman Skyler et Felix. Il démissionne de son poste à cause de la création du département de musique contemporaine.
- Dario Rupert : directeur du conservatoire Évolution. N'hésitera pas à demander à Marco l'infiltré à faire des coups bas pour gagner à tout prix la clé de sol.
- M. Van Lloyd : Assistant de Rupert.
- Alfred Watemberg : fondateur et propriétaire d'Allegro.
- Julia Ferro : professeure de danse contemporaine d'Allegro, puis à l'épisode S02E44, elle se fait renvoyer d'Allegro à cause de sa collaboration avec Rupert.

##### Étudiants des conservatoires
- Emma Burdinaire : meilleure amie de Lana et l'aide souvent dans ses mauvais coups. Des fois, elle se rebelle contre elle ne supportant pas sa méchanceté.
- Bruno: il est ami avec Lana et Emma et l'aide souvent dans ses mauvais coups. Mais souvent il commence à disputer avec Lana.
- Pablo Van Brinkhen : Sa spécialité est le piano et il est le nouvel ami de Kally, avec qui il partage plusieurs choses en commun ce qui met Dante jaloux, il tombera amoureux d'elle et lui demandera de sortir avec elle mais elle refusera à la suite de cela, il partira en tournée avec son père Ce qui rendra jaloux Dante.
- Mariana : meilleure amie de Nicole, Lucy et Stéfi.
- Brenda: elle est amie avec Mariana, Stefi, Nicole et Lucy.
- Walter : chef d'orchestre d'Andy, Nicole et Stéfi.
- Mara: elle étudie à Allegro, pour la section contemporaine, et elle était la seule amie de Cindy, mais elle deviendra aussi amie avec Kally Gloria Lucy et Stefi et elle aide Stefi faire ses vidéos.

##### Entourage de Dante et Tina
- Cécilia : gouvernante et tutrice de Tina et Dante. Plus tard la petite amie de Charly.
- Nando : joueur principal du groupe Nando et ses géants, qui ont concouru contre les DAK au Music Shake. Il est toujours en concurrence avec Dante.
- Jessica « Jessi » Barnes : jeune cousine de Lisa et copine actuelle d'Alex. Elle devait « tomber amoureuse » de Kévin car Lisa lui a demandé mais elle est finalement tombée amoureuse d'Alex.
- Camila : meilleure amie de Jessi et Lisa. Elle est sortie avec Edgar mais en apprenant que c'est Kevin qui a écrit le poème elle romps avec lui et tombe amoureuse de Kévin.

- Flora: c'est la présidente du fan club de DAK et elle n'aime pas vraiment Kally. elle est amoureuse de Alex mais Alex est amoureux de Johana, Flora commence à être jalouse d'elle.

##### Autres
- Micaela « Mytho635 » Taribson : tente d'usurper le rôle de Mica635 de Kally. Kally et Tina l'ont découverte lors d'un spectacle quand elles ont été informées et ont montré à tous leurs fans qu'elle copiait la voix de la vraie Mica635, Kally.
- César: il joue au football avec Alex. Au début qui Kevin a cru qu'il était amoureux de Tina, car il était proche de elle, mais en vrai c'est faux, il était amoureux de Sophie, il demande à Kévin donner des conseils pour la séduire, mais Sophie le rejette.
- Johana : elle joue au football dans l'équipe des bourgeons avec Alex. Alex est amoureux de elle, mais elle non.
- Rufus Meyer: c'est le cousin de Lana et le frère de Sophie, il est ami avec les DAK. à la fin de la Saison 2 il deviendra le petit ami de Lucy.
- Sophie Meyer: c'est la cousine de Lana et la sœur de Rufus. elle est amie et l'assistante de Tina dans ses projets.
- Willy : gérant du Music Shake. Mais il partira en voyage et le confiera à son frère, Jimmy.

## Épisodes
| Saison | Saison  | Épisodes | Épisodes | Épisodes      | Diffusion originale (Amérique latine) | Diffusion originale (Amérique latine) |
| Saison | Saison  | Épisodes | Épisodes | Épisodes      | Début de saison                       | Fin de saison                         |
| ------ | ------- | -------- | -------- | ------------- | ------------------------------------- | ------------------------------------- |
|        | 1       | 124      | 75       | 30            | 23 octobre 2017                       | 1er décembre 2017                     |
| 30     | 1       | 124      | 75       | 9 mars 2018   | 13 avril 2018                         |                                       |
| 15     | 1       | 124      | 75       | 16 avril 2018 | 4 mai 2018                            |                                       |
|        | Spécial | 124      | 4        | 4             | 8 décembre 2017                       | 20 avril 2019                         |
|        | 2       | 124      | 45       | 45            | 18 février 2019                       | 19 avril 2019                         |
|        | Film    | Film     | Film     | Film          | 30 juillet 2021                       | 30 juillet 2021                       |

## Diffusions internationales
| Pays | Chaîne                        | Date de diffusion                | Date de diffusion                    | Date de diffusion                | Titre          |
| Pays | Chaîne                        | Saison 1                         | Saison 2                             | Spéciaux                         | Titre          |
| --- | ----------------------------- | -------------------------------- | ------------------------------------ | -------------------------------- | -------------- |
| Argentine Bolivie Chili Colombie Cuba Costa Rica Équateur Salvador Guatemala Haïti Honduras Nicaragua Mexique Panama Paraguay Pérou République dominicaine Uruguay Venezuela | Nickelodeon (Amérique latine) | 23 octobre 2017 - 4 mai 2018     | 18 février 2019 - 19 avril 2019      | 8 décembre 2017 - 20 avril 2019  | Kally's Mashup |
| Brésil | Nickelodeon (Brésil)          | 5 mars 2018 - 15 juin 2018       | 22 octobre 2018 - 21 décembre 2018   | 13 avril 2018 - 22 décembre 2018 | Kally's Mashup |
| Israel | TeenNick                      | 29 août 2018 - 28 février 2019   | 4 avril 2019 - 16 juin 2019          | —                                | קאלי'ז מאש אפ  |
| France | Gulli                         | 27 août 2018 - 25 septembre 2019 | 26 septembre 2019 - 12 décembre 2019 | 21 juin 2019                     | Kally's Mashup |

## Production

### Développement
Adam Anders (en) a inspiré la série par ses expériences : il a quitté les tournées internationales avec ses frères et sœurs pour une musique très jeune et étudie dans une université de l'État de Floride alors qu'il était au lycée avant de se tourner vers la production des autres artistes.
Le 17 mai 2017, Tatiana Rodriguez (SVP Head Mark, groupe familial de Nickelodeon Amérique latine) a annoncé que le producteur de musique exécutif, Adam Anders et 360 Powwow, étaient d'accord avec Nickelodeon Amérique latine et Telefe pour la création d'une série musicale intitulée Mash Up : La Vie d'Adam Anders basée sur Kally qui sera composée de 60 épisodes d'une heure sortis sur la chaîne Nickelodeon Amérique latine et plus tard sur Telefe, qui aura également des droits de distribution en Amérique latine. Dans une interview à la presse, Tatiana Rodríguez a confirmé que la continuité de la série a été étendue à 80 épisodes.
En mai 2018, Nickelodeon a confirmé que la série est prévue pour une deuxième saison. 
En octobre 2019, le distributeur européen B&R360 indique qu'une troisième saison serait en développement.
Le 16 octobre 2020, l'article NickALive a annoncé officiellement que l'actrice Maia Reficco a révélé via une interview qu'il n'y aurait pas de troisième saison pour la série.
Le 19 janvier 2021, il est confirmé qu'un film pour clore la série est produit.

### Tournage
Le tournage a commencé en août 2017 dans les studios Telefe à Buenos Aires, acquis par Viacom International Media Networks en novembre 2016. 

## Discographie
La musique originale de la série composée par Adam Anders, Peer Astom, son partenaire musical des années, et Nikki Anders, son épouse. Adam Anders est également chargé de la production exécutive, supervisant toute la musique de la série.

## Tournée

### Kally's Mashup Live Show(2020)
Une tournée de 7 dates, en Italie et en France, et couvrant les albums Kally's Mashup: La Música (vol. 1 et 2), est annoncée par Maia Reficco pour avril 2020. Mais, en raison de la pandémie de Covid-19, la tournée est reportée en octobre 2020.

## Accueil

### Distinctions

#### Récompenses
- Meus Prêmios Nick 2018 :
  - Meilleure actrice de série : Maia Reficco[11]
  - Meilleure série télévisée
  - Meilleure couple de série : Kally Ponce et Dante Barkin
  - Meilleur programme de Nickelodeon

#### Nominations
- Premios Tato 2017 : Meilleure fiction pour enfants[12]

- Kids' Choice Awards México 2018 : Meilleure série télévisée
- Kids' Choice Awards Argentina (es)2018 :
  - Meilleur acteur de série : Alex Hoyer
  - Meilleure actrice de série : Maia Reficco
  - Meilleure méchante de série : Sara Cobo
  - Meilleure série télévisée
  - Meilleure distribution de série : Alex Hoyer, Maia Reficco, Lalo Brito et Daniela Flombaum

- Kids' Choice Awards México 2019 : 
  - Acteur préféré : Alex Hoyer
  - Actrice préférée : Maia Reficco
  - Méchante préférée : Sara Cobo
  - Couple préféré : Alex Hoyer et Maia Reficco

## Film
Le 19 janvier 2021, le film, intitulé Kally's Mashup ¡Un cumpleaños muy Kally! (es), est annoncé.
C'est le premier film basé sur une série originale de Nickelodeon en Amérique latine. Il est tourné à Bogota, en Colombie, entre le 29 mars 2021 et le 21 avril 2021.
Le film est réalisé par Jorge Navas (es). Il sera diffusé officiellement sur Nickelodeon le 30 juillet 2021 puis un peu plus tard sur la plateforme de streaming Paramount+.